# Paul Posch
Paul Posch (* 27. Mai 1926 in Wien; † 30. März 2000 in St. Veit an der Glan) war ein österreichischer Politiker (SPÖ) und Landesbeamter. Posch war von 1984 bis 1990 Abgeordneter zum Nationalrat.

## Ausbildung und Beruf
Posch absolvierte nach der Pflichtschule eine Handelsschule und legte die Beamtenmatura am Bundesrealgymnasium Klagenfurt ab. Zudem absolvierte er die Prüfung aus Staatsrechnungswissenschaft. Posch war beruflich zunächst als kaufmännischer Angestellter im Buchhaltungs- und Finanzwesen in Wien tätig und war ab 1945 als Vertragsbediensteter bzw. Landesbeamter beim Land Kärnten beschäftigt. Er arbeitete ab 1968 als Budget- und Rechnungshofsachbearbeiter in der Landesfinanzabteilung des Amtes der Kärntner Landesregierung. Posch war Sekretär des Landesfinanzreferenten und wurde 1968 Verwaltungsdirektor und Direktoriumsmitglied des Landeskrankenhauses Klagenfurt. Posch wurde der Titel Regierungsrat verliehen.

## Politik
Posch begann seine politische Karriere als 1968 als Obmann-Stellvertreter der Personalvertretung des Amtes der Kärntner Landesregierung und vertrat die SPÖ von 1976 bis 1984 im Gemeinderat von Klagenfurt. Er hatte innerparteilich zudem die Funktion eines Mitglieds des SPÖ-Landesparteivorstandes inne und war Mitglied des Bezirksausschusses der SPÖ Klagenfurt-Stadt sowie Obmann der Sektion 23 der SPÖ Klagenfurt-Stadt. Posch vertrat die SPÖ zwischen dem 10. Mai 1984 und dem 18. Mai 1990 im Nationalrat. Er wirkte des Weiteren als Mitglied des Landesvorstandes der Gewerkschaft öffentlicher Dienst und war Vizepräsident der Europäischen Vereinigung der Krankenhausverwaltungsleiter.